# Bodonal de la Sierra (ort)
Bodonal de la Sierra är en ort i Spanien.   Den ligger i provinsen Provincia de Badajoz och regionen Extremadura, i den sydvästra delen av landet, 400 km sydväst om huvudstaden Madrid. Bodonal de la Sierra ligger 610 meter över havet och antalet invånare är 1 170.
Terrängen runt Bodonal de la Sierra är varierad, och sluttar norrut. Runt Bodonal de la Sierra är det ganska glesbefolkat, med 23 invånare per kvadratkilometer. Närmaste större samhälle är Fregenal de la Sierra, 8,6 km väster om Bodonal de la Sierra. 